# Bafatá
Bafatá  este un oraș  în  Guineea-Bissau, care se află pe malul stâng al râului Geba și ocupă locul al doilea ca populație după capitala Bissau. Este reședința  regiunii Bafatá.